# Hahausen
Hahausen är en kommun och ort i Landkreis Goslar i förbundslandet Niedersachsen i Tyskland.
Kommunen ingår i kommunalförbundet Samtgemeinde Lutter am Barenberge tillsammans med ytterligare två kommuner.